# Jean Cox
Jean Cox (* 16. Januar 1922 in Gadsden, Alabama; † 24. Juni 2012 in Bayreuth) war ein US-amerikanisch-deutscher Opernsänger (Tenor).

## Leben

### Ausbildung und Anfangsjahre
Cox wurde in Gadsden, einer Provinzstadt im Süden der USA, geboren. Seine Eltern Kell und Nell Clark Cox förderten früh Cox’ stimmliche Begabung. Während des Zweiten Weltkriegs diente er als Pilot in der US-Luftwaffe. Nach dem Krieg studierte er Gesang, zunächst bei William Steven an der University of Alabama in Tuscaloosa, wo er mit dem Bachelor of Music abschloss. Weitere aufbauende Studien folgten dann bei Marie Sundelius am New England Conservatory in Boston. Nach zweijährigem Studium legte Cox sein Konzertexamen als Opernsänger mit dem Abschluss als Master of Arts mit Auszeichnung ab.
1951 erfolgte sein Bühnendebüt als Opernsänger an der New England Opera in Boston als Dichter Lenski in der Oper Eugen Onegin. Er erhielt ein Fulbright-Stipendium für ein Studium in Rom bei Luigi Ricci, dem Gesangslehrer von Beniamino Gigli. 1954 sang er beim Spoleto Festival die Rolle des Dichters Rodolfo in La Bohème. Cox blieb in Europa, wo er seine Karriere an verschiedenen Opernhäusern begann. Privat studierte er in München bei Max Lorenz.
Sein erstes Engagement hatte er in der Spielzeit 1954/1955 am Theater Kiel. Cox wurde dort als „Lyrischer Tenor“ engagiert. In der Provinz sang er zunächst viele lyrische und jugendlich-dramatische Partien, unter anderem die Titelrolle in Xerxes, Cavaradossi in Tosca, Stewa in Jenůfa, Matteo in Arabella und Lyonel in Martha. Es folgte ein weiteres Engagement am Staatstheater Braunschweig (1955–1959); dort sang er erstmals die Titelrollen in Lohengrin und Otello.

### Nationaltheater Mannheim
1959 wurde er an das Nationaltheater Mannheim engagiert. Er war dort ohne Unterbrechung über 40 Jahre festes Ensemblemitglied. Noch in der Spielzeit 1993/1994 wurde Cox als festes Ensemblemitglied geführt; letztmals wurde Cox in der Spielzeit 1995/1996 unter den Ensemblemitgliedern gelistet. Sein Debüt am Nationaltheater Mannheim gab Cox 1959 als Alfredo in La traviata. Im Verlauf seiner Karriere sang Cox in Mannheim nahezu das gesamte Tenor-Fach, von lyrischen Partien bis zum schweren Tenor-Fach. In Mannheim entwickelte sich Cox kontinuierlich, ausgehend vom italienischen Fach, zum Heldentenor. Er sang am Nationaltheater Mannheim Rollen wie Rodolfo, Herzog in Rigoletto, Radames in Aida, Kalaf in Turandot, Max in Der Freischütz, die Titelrolle in Othello und Florestan in Fidelio. Schwerpunkt seines Repertoires waren jedoch die großen Wagner-Partien. 1977 ernannte die Stadt Mannheim Cox zum Mannheimer Kammersänger; er war damit der erste Mannheimer Kammersänger überhaupt. Im späteren Verlauf seiner Karriere, die sehr lange dauerte, vollzog Cox den Wechsel ins Charakterfach. Noch 1989 sang er am Nationaltheater Mannheim den Captain Vere in Billy Budd. 1996 nahm er, im Alter von 74 Jahren, mit der Rolle des Aegisth in Elektra am Nationaltheater Mannheim endgültig Abschied von der Bühne.

### Wirken in Bayreuth
Bereits 1956 trat er erstmals bei den Bayreuther Festspielen auf; er sang den Steuermann in der Oper Der fliegende Holländer. Von 1967 bis 1975 gehörte er zum festen Ensemble der Bayreuther Festspiele. Er sang dort folgende Partien: Lohengrin (1967, 1968), Walther von Stolzing in Die Meistersinger von Nürnberg (1968–1970, 1974, 1975), die Titelrolle in Parsifal (1968, 1973), Erik in Der Fliegende Holländer (1969), insbesondere jedoch den Siegfried (seine Glanzpartie) in Der Ring des Nibelungen (alljährlich 1970–1975). In späteren Jahren war Cox in Bayreuth mehrfach noch als Einspringer zu hören, so 1978 als Siegfried in Siegfried, 1983 als Siegfried in Götterdämmerung und nochmals 1984 als Walther von Stolzing. Häufig erwies sich Cox dabei als Retter in letzter Minute, da Aufführungen sonst hätten abgesagt werden müssen.

### Gastspiele
Er gastierte 1961 bei den Bregenzer Festspielen (Titelrolle der Oper Fra Diavolo sowie in der Operette Die Trauminsel von Robert Stolz) und außerdem am Teatro Nacional de São Carlos in Lissabon; dort sang er den Pylade in der Oper Iphigénie en Tauride.
Cox sang zwischen 1963 und 1977 regelmäßig an der Wiener Staatsoper. Sein Debüt gab er dort im Oktober 1963 als Bacchus in Ariadne auf Naxos. Er trat in über 70 Aufführungen auf, unter anderem als Bacchus, als Apollo in Daphne, als Turiddu in Cavalleria rusticana, als Stewa, als Sergej in Lady Macbeth von Mzensk und in der Titelrolle von Hoffmanns Erzählungen; außerdem übernahm er dort zahlreiche Wagner-Rollen: Erik, Lohengrin, Stolzing, Parsifal, Siegmund in Die Walküre, Siegfried und Tristan in Tristan und Isolde.
Er sang auch an der Wiener Volksoper (Dezember 1963 als Carlo Moor in Die Räuber; dort auch in Operettenrollen wie Sándor Barinkay in Der Zigeunerbaron), an der Hamburgischen Staatsoper (regelmäßig zwischen 1958 und 1973), an der Lyric Opera in Chicago (1964, 1970 und 1973 als Bacchus, Siegfried und Erik), beim Festival in Aix-en-Provence (1966 als Bacchus), an der Bayerischen Staatsoper (1967, Titelrolle in Rienzi; 1969 als Siegfried), an der Grand Opéra Paris (1971 und 1972 als Siegmund), an der Covent Garden Opera in London (1975; Debüt als Siegfried), an der Mailänder Scala (1975 als Siegfried) und an der Metropolitan Opera in New York City (April 1976; Antrittsrolle Walther von Stolzing).

### Privates
Cox war in erster Ehe mit Mary Presley Cox verheiratet. Aus dieser Ehe gingen drei Kinder hervor. In zweiter Ehe war er mit der Opernsängerin Anna Reynolds verheiratet. Seinen Lebensabend verbrachte er in einem kleinen Dorf in der Nähe von Bayreuth. Dort betätigte er sich, gemeinsam mit seiner Ehefrau Anna Reynolds, als Gesangspädagoge. Er starb im Alter von 90 Jahren in Bayreuth.

## Repertoire und Stimme
Cox beherrschte ein umfangreiches Tenor-Repertoire, das insgesamt über 75 Rollen umfasste. Cox sang sowohl das italienische Fach als auch das Fach des Heldentenors. Zu seinen weiteren Rollen gehörten Alvaro in La forza del destino, Hermann in Pique Dame, Herodes in Salome, Prinz in Rusalka und der Kardinal Albrecht von Brandenburg in der Oper Mathis der Maler.
Cox sang sämtliche Wagner-Rollen, also auch Siegfried, Tristan und Tannhäuser, und kann daher als „echte“[r] Heldentenor bezeichnet werden. Seine Stimme besaß ein „strahlendes, metallisches Timbre, mit ungemeiner Leuchtkraft und lyrischem Schmelz“. Im Vergleich zu Jess Thomas und James King besaß Cox die hellste Tenorstimme dieser drei Wagner-Tenöre.
Cox verfügte über eine sympathische, eindrucksvolle, auch optisch ansprechende und durchaus charismatische Bühnenerscheinung. Er beeindruckte durch seine glänzende Erscheinung. Er galt als großer Darsteller mit guten schauspielerischen Fähigkeiten.